# Iglesia de San Alejandro (Varsovia)
Iglesia de San Alejandro (en polaco: kościół św. Aleksandra alejandra) es una iglesia católica situada en la Plaza de las Tres Cruces en el centro de Varsovia, Polonia. Marca la histórica entrada más al sur del Nowy Świat, la ruta real y el casco antiguo. El templo es uno de los monumentos más reconocibles de Varsovia.
Fue diseñado en estilo neoclásico por el renombrado arquitecto polaco Chrystian Piotr Aigner y construido entre los años 1818 y 1825. A fines del siglo XIX, San Alejandro fue remodelada y convertida en una iglesia neorrenacentista más grande y grandiosa, con dos torres laterales y una cúpula ornamentada más alta. Fue destruida durante la Segunda Guerra Mundial y reconstruida en su forma inicial más simple en 1952.

## Historia
La iglesia fue establecida por varsovianos agradecidos para conmemorar al zar Alejandro I de Rusia, quien otorgó una constitución al Reino autónomo de Polonia después de que el país fuera dividido décadas antes. El templo fue diseñado por Chrystian Piotr Aigner y construido sobre una planta circular cubierta por una cúpula (rotonda) entre 1818 y 1825 en estilo neoclásico. La inspiración para la forma externa del santuario fue el Panteón de Roma. La primera piedra fue colocada el 15 de junio de 1818 por el ministro de Hacienda del Estado, Jan Węgliński, en sustitución del indispuesto general Józef Zajączek, Namestnik del Reino de Polonia. La iglesia de San Alejandro fue consagrada el 18 de junio de 1826 por el primado Wojciech Skarszewski. El altar mayor en el interior estaba adornado con una pintura al óleo de Franciszek Smuglewicz que representaba la Crucifixión de Jesús.

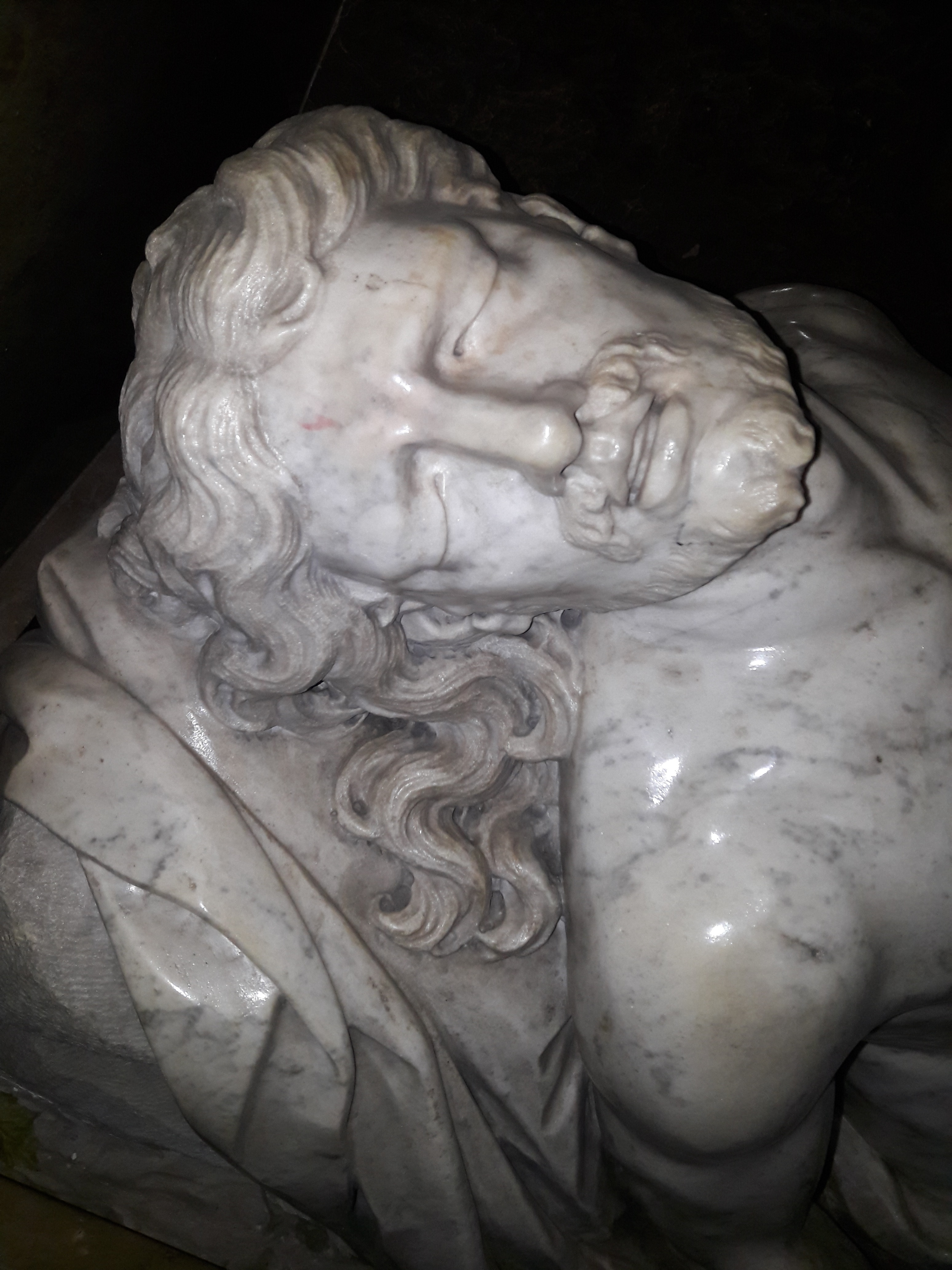
Fragmento de la estatua de Cristo muerto del escultor romano o florentino en el altar lateral izquierdo.

En 1886-95 la iglesia fue reconstruida en estilo neorrenacentista, resultando un edificio mucho más grande con dos torres prominentes y una gran cúpula en pico. El concurso para el diseño de la reconstrucción se convocó el 14 de abril de 1883 y la construcción se encargó a Józef Pius Dziekoński. La rotonda original se amplió añadiendo tres naves de la avenida Ujazdowskie y dos torres, mejorando los muros y la cúpula. El pórtico sur se embelleció con el relieve de la Bendición de Cristo entre los indigentes y los tullidos de Jan Kryński y con esculturas de Teofil Gosecki. Con estos cambios, el edificio se convirtió en uno de los más grandes de Varsovia.
A lo largo de su existencia, la iglesia ha sido testigo de varios acontecimientos históricos, como el servicio fúnebre de 1912 por Bolesław Prus, que murió a un par de manzanas de distancia en su apartamento de la ulica Wilcza (calle del Lobo).
La iglesia fue destruida durante la Segunda Guerra Mundial, en el transcurso del Levantamiento de Varsovia. Durante el bombardeo aéreo de la Luftwaffe alemana en los primeros días de septiembre de 1944, la iglesia fue alcanzada por 9 bombas que derrumbaron la cúpula, la nave principal y una de las torres. En los años posteriores a la guerra, permaneció como una ruina mientras se debatía sobre si reconstruirlo a su apariencia más grandiosa de antes de la guerra o a su apariencia original antes de la reconstrucción. Al final, la iglesia fue reconstruida entre 1949 y 1952 en una forma similar a su diseño original más simple.
La estatua de mármol blanco del Cristo muerto del siglo XVII realizada por un escultor romano o florentino en el altar lateral izquierdo fue adquirida en Roma por Stanisław Herakliusz Lubomirski entre 1674 y 1694, y trasladada a la Iglesia de San Alejandro en 1826 desde otro lugar.

## Imágenes

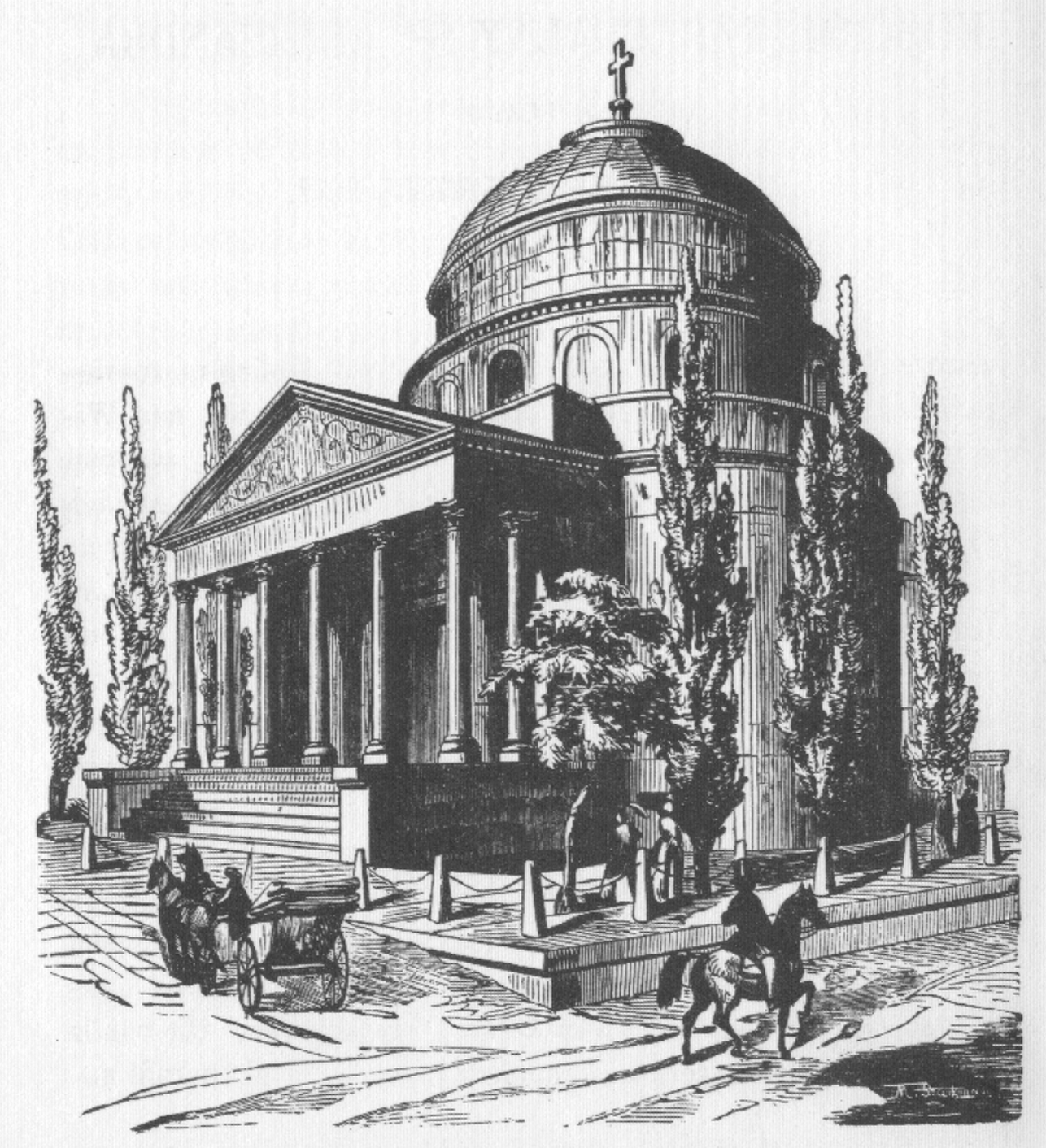
El diseño original de la iglesia (alrededor de 1855)
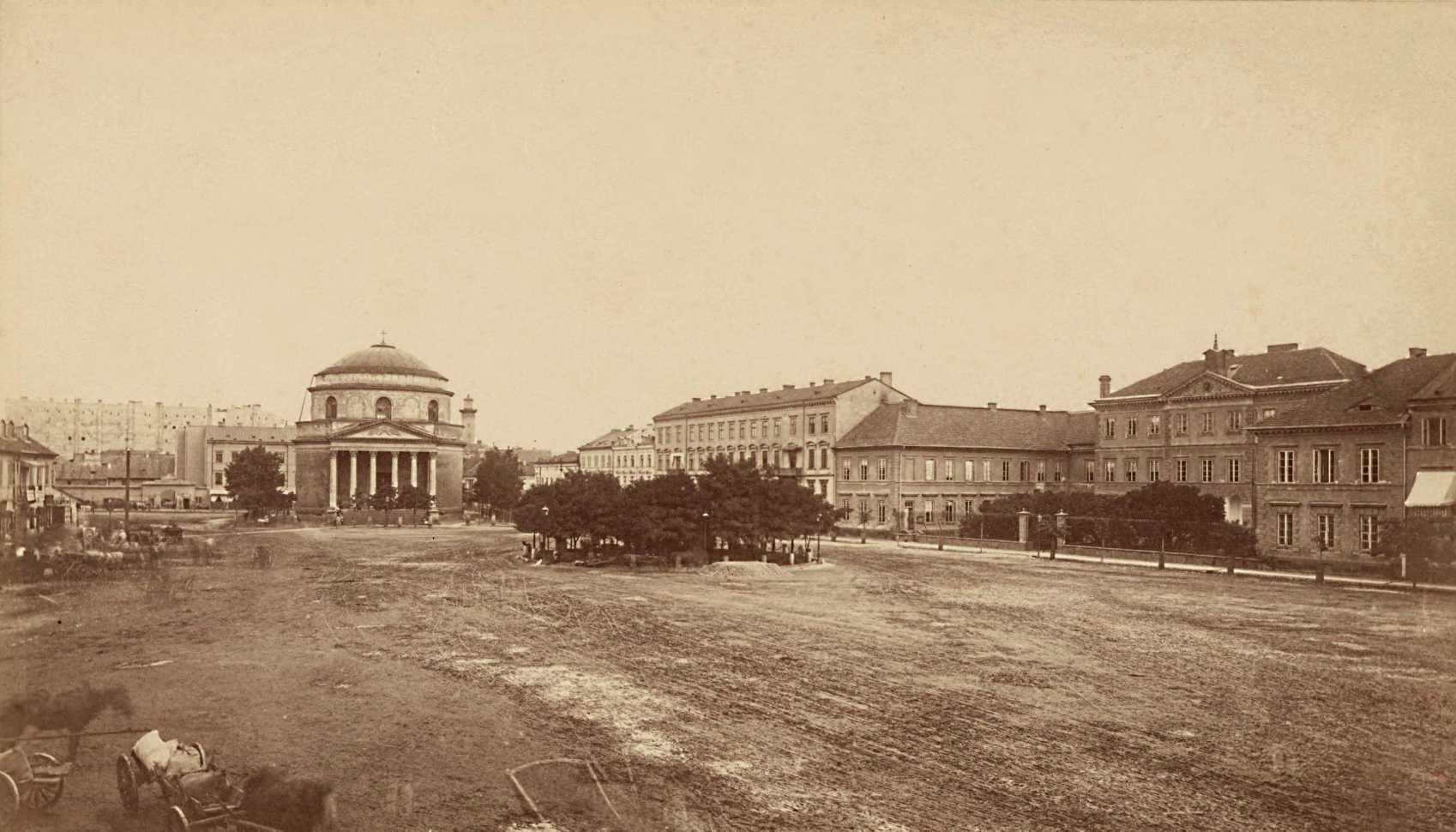
Una fotografía temprana de la Plaza de las Tres Cruces, con la iglesia al fondo (década de 1880)
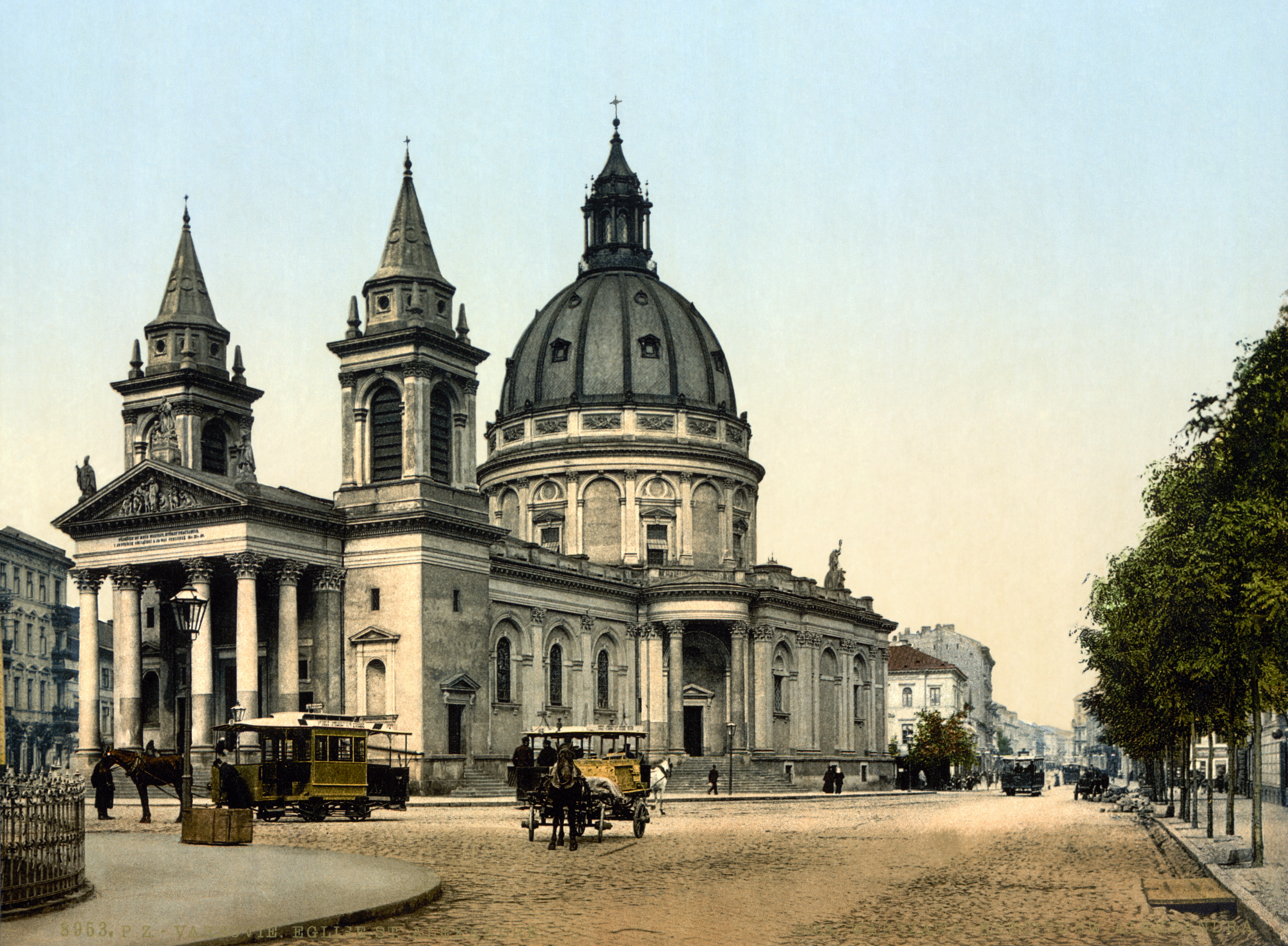
Iglesia de San Alejandro c. 1890-1900
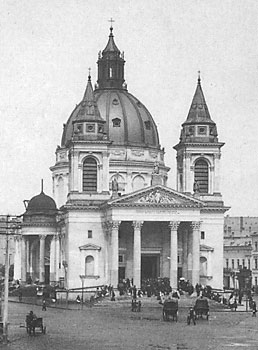
Fachada sur antes de 1939
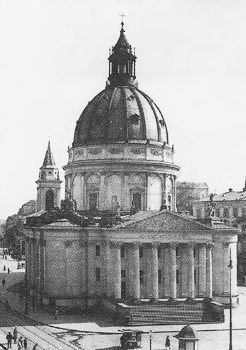
Fachada norte antes de 1939
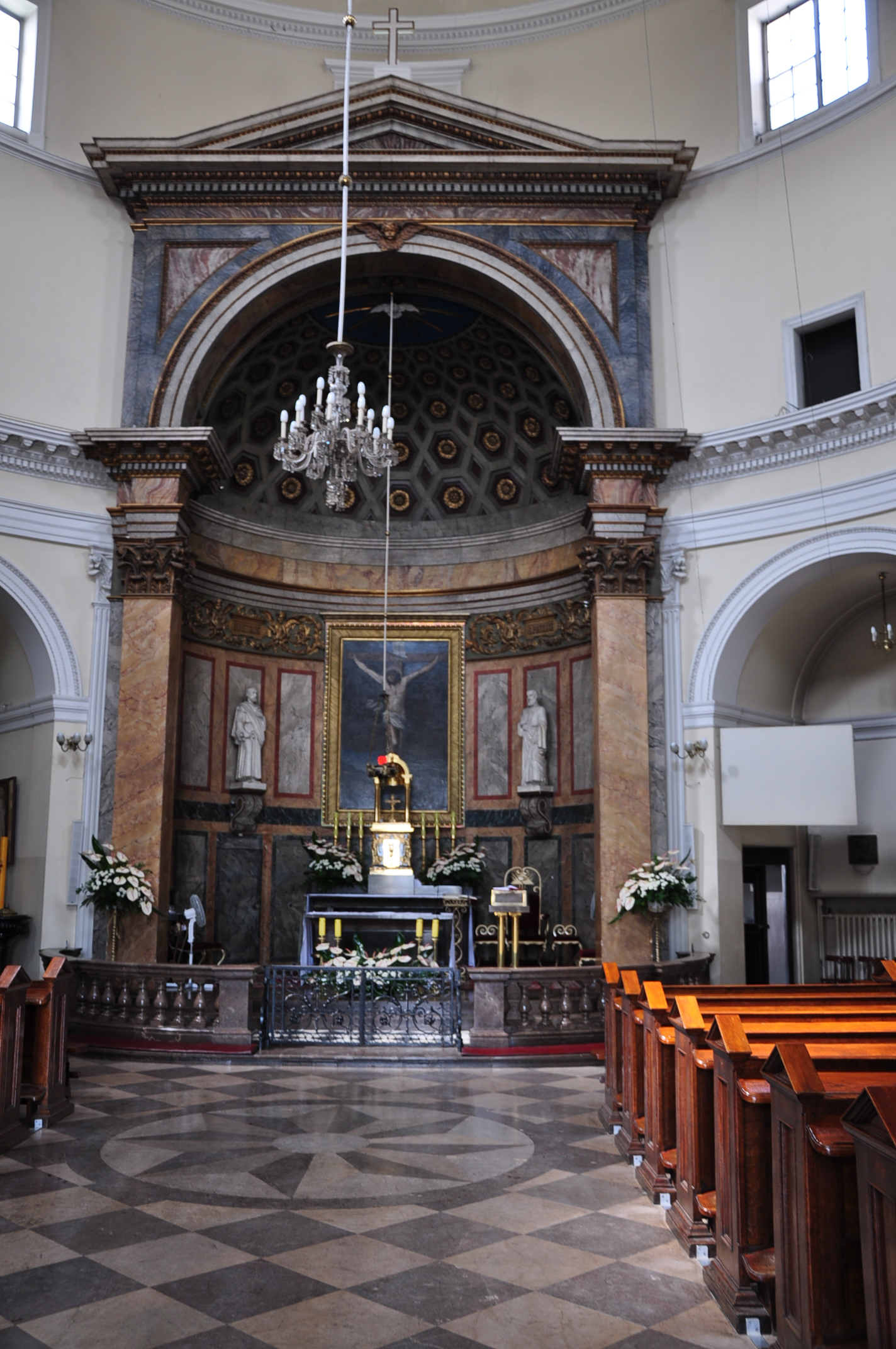
Interior con el altar